# Aspidium pittsfordense
Aspidium pittsfordense là một loài dương xỉ trong họ Tectariaceae. Loài này được Eastman mô tả khoa học đầu tiên năm 1904.
Danh pháp khoa học của loài này chưa được làm sáng tỏ. 